# Marianas Rest
Marianas Rest ist eine finnische Death-Doom-Metal-Band, die 2013 in Kotka in Finnland gegründet wurde. Der musikalische Stil der Band ist geprägt von melancholischen Melodien mit Doom- und Black-Metal-Einflüssen.

## Bandgeschichte
Die Band veröffentlichte 2014 eine ebenfalls Marianas Rest benannte Demoaufnahme. 2016 folgte mit Horror Vacui ihr erstes Album. Keyboarder Aapo Koivisto, der auch bei Omnium Gatherum spielt, stieß 2015 dazu. Die Band ging 2017 mit Dark Tranquillity auf Tour. Im April 2018 wurde das nächste Album angekündigt, welches im April 2019 unter dem Namen Ruins bei Inverse Records erschien.
Das dritte und vierte Album Fata Morgana (2021) und Auer (2023) erschienen dann bei Napalm Records. Beim letzten Titel des Albums Auer, Sirens wirkte Aaron Stainthorpe, Sänger der britischen Band My Dying Bride als Gastsänger mit. Die Tour Doom of the North 2024 führte die Band zusammen mit Aeonian Sorrow in neun europäische Städte.
Im Juni 2025 unterschrieb die Band beim deutschen Plattenlabel Noble Demon.

## Stil
Marianas Rest spielen melodischen Death-Doom-Metal.

„To describe our music, I would say it is melodic death/doom metal with elements from here and there. Because of our broad musical taste, it can vary a lot from song to song, but overall I think fans of Ghost Brigade or Cult of Luna may like it.“

„Um unsere Musik zu beschreiben, würde ich sagen, es ist melodischer Death/Doom Metal mit Elementen von hier und da. Aufgrund unseres breit gefächerten Musikgeschmacks kann sie von Song zu Song stark variieren, aber insgesamt denke ich, dass Fans von Ghost Brigade oder Cult of Luna sie mögen könnten.“

Die Texte der Band tendieren zu einer eher nihilistischen Stimmung.

„In the lyric department, maybe it is more about scepticism and nihilism. I tend to get negative easily; this way, you get to exorcise these things before they take a too strong hold. And usually, it is enough when
we get together and play.“

„Was die Lyrik betrifft, so geht es vielleicht eher um Skepsis und Nihilismus. Ich neige leicht dazu, negativ zu werden. Auf diese Weise kann man diese Dinge austreiben, bevor sie sich zu stark festsetzen. Und normalerweise reicht es, wenn wir zusammenkommen und spielen.“

## Diskografie

### Studioalben
| Jahr | Titel Musiklabel               | Höchstplatzierung, Gesamtwochen, AuszeichnungChartsChartplatzierungen (Jahr, Titel, Musiklabel, Platzierungen, Wochen, Auszeichnungen, Anmerkungen) | Anmerkungen                            |
| Jahr | Titel Musiklabel               | FI | Anmerkungen                            |
| ---- | ------------------------------ | --- | -------------------------------------- |
| 2016 | Horror Vacui Sliptrick Records | — | Erstveröffentlichung: 22. Oktober 2016 |
| 2019 | Ruins Inverse Records          | — | Erstveröffentlichung: 26. April 2019   |
| 2021 | Fata Morgana Napalm Records    | — | Erstveröffentlichung: 12. März 2021    |
| 2023 | Auer Napalm Records            | FI25 (1 Wo.)FI | Erstveröffentlichung: 24. März 2023    |